# Hamilton (Georgia)
Hamilton – miasto w Stanach Zjednoczonych, w stanie Georgia, w hrabstwie Harris.

## Demografia
W roku 2000 miasto zamieszkiwało 307 osób, a gęstość zaludnienia wynosiła 34,7 osoby/km². W roku 2023 liczba mieszkańców wzrosła do 1763 osób, a gęstość zaludnienia przekroczyła 199 osób/km². Na przestrzeni niespełna ćwierćwiecza zaludnienie Hamilton zwiększyło się ponad 5,7-krotnie.